# Almendra (kommunhuvudort)
Almendra är en kommunhuvudort i Spanien.   Den ligger i provinsen Provincia de Salamanca och regionen Kastilien och Leon, i den nordvästra delen av landet, 240 km väster om huvudstaden Madrid. Almendra ligger 765 meter över havet och antalet invånare är 226.
Terrängen runt Almendra är platt åt sydost, men åt nordväst är den kuperad. Runt Almendra är det mycket glesbefolkat, med 4 invånare per kvadratkilometer. Närmaste större samhälle är Fermoselle, 10,8 km norr om Almendra. Trakten runt Almendra består i huvudsak av gräsmarker.